# (5092) Manara
(5092) Manara est un astéroïde de la ceinture principale.

## Description
(5092) Manara est un astéroïde de la ceinture principale. Il fut découvert le 21 mars 1982 à la station Anderson Mesa par Edward L. G. Bowell. Il présente une orbite caractérisée par un demi-grand axe de 3,20 UA, une excentricité de 0,06 et une inclinaison de 16,1° par rapport à l'écliptique.

## Compléments